# Teorema de Mittag-Leffler
Na análise complexa, o teorema de Mittag-Leffler diz respeito à existência de funções meromorfas com polos prescritos. Por outro lado, pode ser usado para expressar qualquer função meromorfa como uma soma de frações parciais. É irmão do teorema de fatoração de Weierstrass, que afirma a existência de funções holomorfas com zeros prescritos. Tem o nome de Gösta Mittag-Leffler.

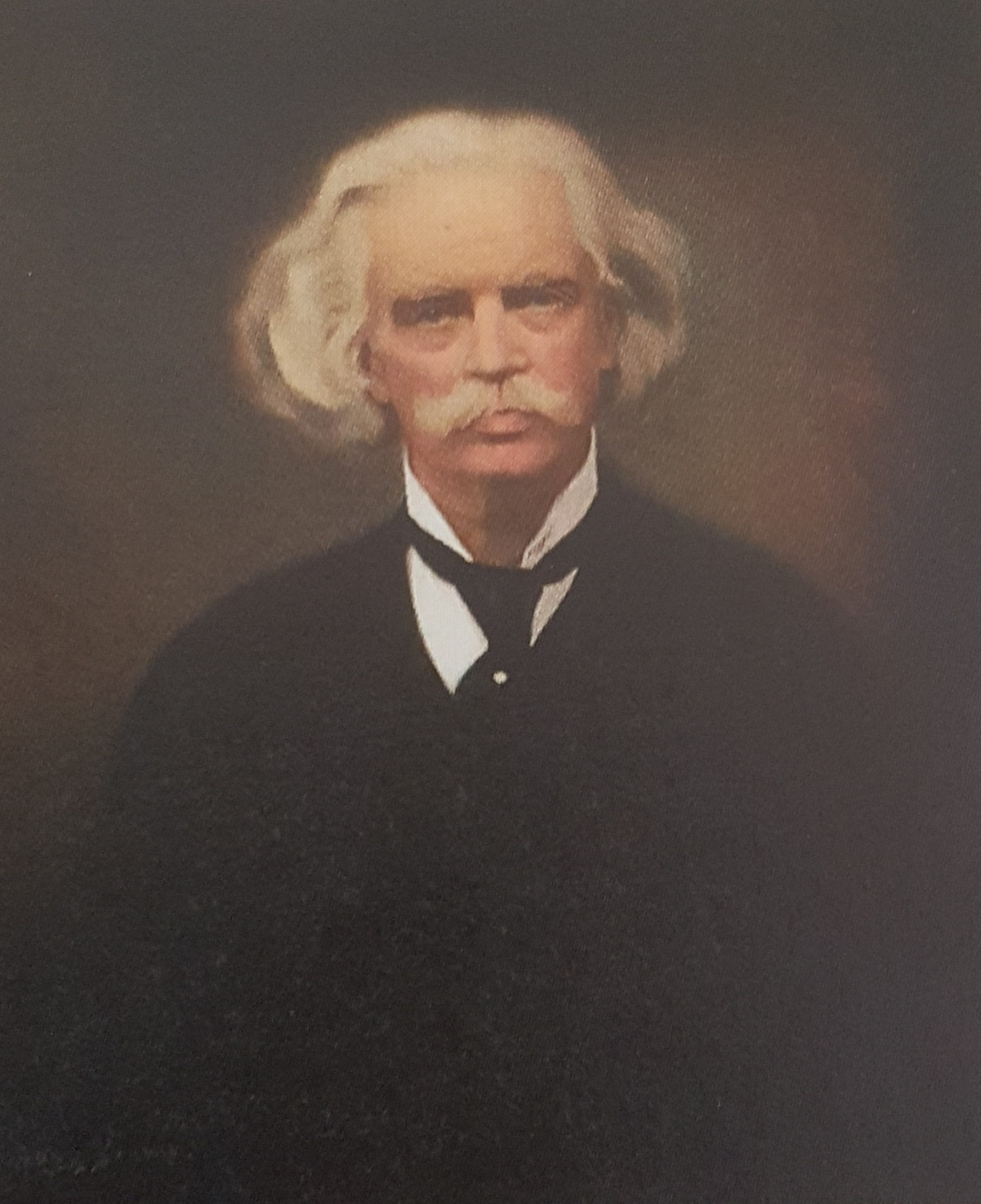
Magnus Gösta Mittag-Leffler, matemático sueco

## O Teorema
Seja {\displaystyle D} um conjunto aberto em {\displaystyle \mathbb {C} }  e {\displaystyle E\subset D} um subconjunto discreto fechado. Para cada {\displaystyle a} em {\displaystyle E}, tem-se que {\displaystyle p_{a}(z)} é um polinômio em{\displaystyle 1/(z-a)} . Portanto, existe uma função meromorfa {\displaystyle f} em {\displaystyle D} tal que para cada {\displaystyle a\in E}, a função {\displaystyle f(z)-p_{a}(z)} tem apenas uma singularidade removível em {\displaystyle a}. Em especial, a principal parte da função {\displaystyle f} em {\displaystyle a} é {\displaystyle p_{a}(z)}.
Pode-se provar o teorema da seguinte forma abaixo:
Se {\displaystyle E} é finito, basta dizer que {\displaystyle f(z)=\sum _{a\in E}p_{a}(z)} .
E se {\displaystyle E} não é finito, considera-se a soma finita {\displaystyle S_{F}(z)=\sum _{a\in F}p_{a}(z)} em que {\displaystyle F} é um subconjunto finito de {\displaystyle E} .
Enquanto que o {\displaystyle S_{F}(z)}  possa não convergir na medida em que F se aproxima de E, pode-se subtrair funções racionais bem escolhidas com polos fora de D (fornecido pelo teorema de Runge), sem que altere as partes principais do {\displaystyle S_{F}(z)} e de forma que a convergência seja garantida.

## Exemplo
Supondo que deseja-se uma função meromorfa com polos simples de resíduo 1 em todos os números inteiros positivos. Com a notação vista acima, escreve-se:
{\displaystyle p_{k}={\frac {1}{z-k}}}
e {\displaystyle E=\mathbb {Z} ^{+}}, o teorema de Mittag-Leffler afirma (não construtivamente) a existência de uma função meromorfa {\displaystyle f} com parte principal {\displaystyle p_{k}(z)} em {\displaystyle z=k} para cada número inteiro positivo {\displaystyle k} . Assim, a {\displaystyle f} tem as propriedades desejadas. De forma mais construtiva, pode-se escrever:
{\displaystyle f(z)=z\sum _{k=1}^{\infty }{\frac {1}{k(z-k)}}}.
Esta série converge normalmente em {\displaystyle \mathbb {C} } (como pode ser mostrado usando o teste M) para uma função meromorfa com as propriedades desejadas.

## Expansões polares de funções meromorfas
Aqui estão alguns exemplos de expansões de polos de funções meromorfas:
{\displaystyle \tan(z)=\sum \limits _{n=0}^{\infty }{\dfrac {8z}{(2n+1)^{2}\pi ^{2}-4z^{2}}}}
{\displaystyle \csc(z)=\sum _{n\in \mathbb {Z} }{\frac {(-1)^{n}}{z-n\pi }}={\frac {1}{z}}+2z\sum _{n=1}^{\infty }(-1)^{n}{\frac {1}{z^{2}-(n\,\pi )^{2}}}}
{\displaystyle \sec(z)\equiv -\csc \left(z-{\frac {\pi }{2}}\right)=\sum _{n\in \mathbb {Z} }{\frac {(-1)^{n-1}}{z-\left(n+{\frac {1}{2}}\right)\pi }}=\sum _{n=0}^{\infty }{\frac {(-1)^{n}(2n+1)\pi }{(n+{\frac {1}{2}})^{2}\pi ^{2}-z^{2}}}}
{\displaystyle \cot(z)\equiv {\frac {\cos(z)}{\sin(z)}}=\sum _{n\in \mathbb {Z} }{\frac {1}{z-n\pi }}={\frac {1}{z}}+2z\sum _{k=1}^{\infty }{\frac {1}{z^{2}-(k\,\pi )^{2}}}}
{\displaystyle \csc ^{2}(z)=\sum _{n\in \mathbb {Z} }{\frac {1}{(z-n\,\pi )^{2}}}}
{\displaystyle \sec ^{2}(z)={\dfrac {d}{dz}}\tan(z)=\sum \limits _{n=0}^{\infty }{\dfrac {8((2n+1)^{2}\pi ^{2}+4z^{2})}{((2n+1)^{2}\pi ^{2}-4z^{2})^{2}}}}
{\displaystyle {\frac {1}{z\sin(z)}}={\frac {1}{z^{2}}}+\sum _{n\neq 0}{\frac {(-1)^{n}}{\pi n(z-\pi n)}}={\frac {1}{z^{2}}}+\sum _{n=1}^{\infty }{(-1)^{n}}{\frac {2}{z^{2}-(n\,\pi )^{2}}}}

## Transformadas de Laplace
Existe também, a partir da definição da função de Mittag-Leffler, o laplaciano {\displaystyle {\mathcal {L}}}  tal como o inverso {\displaystyle {\mathcal {L^{-1}}}}do mesmo. Para isso, adicionam-se parâmetros à função conforme proposto pelo matemático Prabhakar, veja as fórmulas abaixo:
- Função com 3 parâmetros:

Sendo que {\displaystyle E_{\alpha ,\beta }^{p}(z)=\sum \limits _{k=0}^{\infty }{\dfrac {(p)_{k}z^{k}}{\Gamma (k\alpha +\beta )k!}}} é a função definida por 3 parâmetros, agora basta integrar na fórmula de Laplace e temos que o laplaciano é igual a {\displaystyle {\mathcal {L}}[s^{\alpha p-\beta }E_{\alpha \beta }^{p}(\pm \lambda t^{\alpha })]={\frac {s^{\alpha p-\beta }}{(s^{\alpha }\mp \lambda )^{p}}}} e para o seu inverso obtém-se  {\displaystyle {\mathcal {L^{-1}}}\left[{\frac {s^{\alpha p-\beta }}{(s^{\alpha }\mp \lambda )^{p}}}\right]=t^{\beta -1}E_{\alpha \beta }^{p}(\pm \lambda t^{\alpha })}.
- Função com 2 parâmetros: {\displaystyle {\mathcal {L}}[t^{\beta -1}E_{\alpha ,\beta }(-\lambda t^{\alpha })]=\sum \limits _{k=0}^{\infty }{\dfrac {(-\lambda )^{k}}{s^{\alpha k+\beta }}}={\frac {s^{\alpha -\beta }}{(s^{\alpha }+\lambda )}}} e a transformada inversa é igual a {\displaystyle {\mathcal {L^{-1}}}\left[{\frac {s^{\alpha -\beta }}{(s^{\alpha }+\lambda )}}\right]=t^{\beta -1}E_{\alpha ,\beta }(-\lambda t^{\alpha })}.
- Função com 1 parâmetro: {\displaystyle {\mathcal {L}}[E_{\alpha }(-\lambda t^{\alpha })]=\sum \limits _{k=0}^{\infty }{\dfrac {(-\lambda )^{k}}{s^{\alpha k+1}}}={\frac {s^{\alpha -1}}{(s^{\alpha }+\lambda )}}} e a transformada inversa é igual a {\displaystyle {\mathcal {L^{-1}}}\left[{\frac {s^{\alpha -1}}{(s^{\alpha }+\lambda )}}\right]=E_{\alpha }(-\lambda t^{\alpha })}.